# Christer Gemzell
Christer Fredrik Gemzell, född den 27 oktober 1898 i Motala, död den 25 november 1970 i Mariestad, var en svensk jurist.
Gemzell avlade studentexamen i Örebro 1917 och juris kandidatexamen vid Stockholms högskola 1922. Han genomförde tingstjänstgöring i Aska, Dals och Bobergs domsaga 1922–1925. Gemzell blev fiskal i Göta hovrätt 1926, adjungerad ledamot där 1927, assessor 1933 och hovrättsråd 1936. Han blev revisionssekreterare 1939 (tillförordnad 1936) och var kanslichef i Statens transportkommission 1940 samt i Statens trafikkommission 1940–1943. Gemzell var häradshövding i Vadsbo domsaga 1944–1965. Han anlitades för statliga utredningar. Gemzell var ordförande i poliskollegiet i Skaraborgs län 1944–1961, vice ordförande i stadsfullmäktige i Mariestad 1963–1966 och ordförande där 1967–1970. Han blev riddare av Nordstjärneorden 1939 och kommendör av samma orden 1954.